# 中西やすひろ (漫画家)
中西 やすひろ（なかにし やすひろ、1957年4月13日 - ）は、日本の漫画家。
脚本家の中西やすひろとは別人。

## 人物
福岡県福岡市出身。本名、中西泰博。武蔵野美術大学卒業。
『僕の彼女はスーパービューティー』でデビュー。ハーレムものに近いラブコメディを描くのを得意とする。成年漫画スレスレの性描写を盛り込ませた作品が多いが、2004年の『幸せレストラン』以降、料理をメインテーマに据えた作品を発表している。代表作の『Oh!透明人間』は、2010年と2014年に実写映画（オリジナルビデオ）化された。
高校生の頃「りぼん」に感化され、少女漫画家を志す。恋愛漫画を描くつもりだったが、編集部から「透明人間もの」を提示され、更にお色気路線で行くことになった。
こうして始まった『Oh!透明人間』（1982年 - ）は読者アンケートでは常時1位となり、月マガの表紙も度々飾った。月マガ初期の功労者的存在でもあった。『Oh!透明人間』がこの時代の金字塔マンガになった為、お色気ラブコメ漫画の巨匠と称されることがある。掲載誌の月刊少年マガジンは連載開始時の17万部が、5年後に120万部と大幅に部数を伸ばし、編集長は「透明人間の貢献が大」と述べた。しかし、過労で体調を崩し連載は中止となってしまった。
月刊少年マガジン創刊40周年記念特別企画（2017年8月号）として中西の『Oh!透明人間』と上村純子の『いけない!ルナ先生』のコラボ読み切り漫画が掲載され、大きな反響を呼んだ。

## 作品リスト

### 漫画作品
- Oh!透明人間（月刊少年マガジン、全11巻、ワイド版全3巻）
  - Oh!透明人間21（スーパージャンプ→オースーパージャンプ、全8巻）
  - 新Oh!透明人間（週刊実話、廉価版上下巻）
- 温泉へゆこう!（スーパージャンプ、全13巻）
- めぐり愛ハウス（月刊少年マガジン、全6巻）
- はやく起きてヨ!（全6巻）
- 愛DON'T恋（ヤングキング、全12巻）
- いけないDAY DREAM（全3巻）
- くらくらパラダイス（全2巻）
- B.C.トライアングル（全3巻）
- バーディーバーディー（全6巻）
- おさわがせラスベガス学園（全2巻）
- 美由紀におまかせ!（全2巻）
- ウォッチ・シュワッチ愛して恋（全1巻）
- 幸せレストラン（ヤングキング、全5巻）
- ビタミンガール! 管理栄養士真理ちゃん（オースーパージャンプ、全1巻）
- おでん（ヤングキング、既刊1巻・以下未刊）
- ハッピーポール（全1巻）
- 変身したらヤリ放題!〜マニアック・ウルフ〜（講談社マガジンポケット、全2巻（電子のみ））
- 小夜子と小陽子(さよことさよこ) -dark and shine- (少年画報社マンガDX+、全12話)

- 演歌漫画特集 (少年画報社マンガDX+、作画担当)
  - 第1弾 坂本冬美物語
  - 第2弾 水森かおり物語
  - 第3弾 山内惠介物語

## 出演
- もう!バカリズムさんのH!（2014年3月23日、NOTTV）
  - Hなおっぱいの描き方を学ぶ

## その他
- 週刊誌 FLASH 2015年12月22日号の「お色気マンガベスト10」に『Oh!透明人間』がランクインし、コメントした。